# Asa Briggs
Asa Briggs, sedan 1976 Baron Briggs of Lewes, född 7 maj 1921 i Keighley i West Yorkshire, död 15 mars 2016 i Lewes i East Sussex, var en brittisk historiker.
Briggs utbildade sig vid universitetet i Cambridge och tjänstgjorde inom underrättelsetjänsten under andra världskriget. Han var lärare vid Oxford 1945–1955 och knuten till Institute for Advanced Study vid Princeton University 1953–1954, professor i modern historia vid universitetet i Leeds 1955 och vid University of Sussex 1961–1976. Mellan 1976 och 1991 var han rektor för Worcester College i Oxford.
Bland hans verk kan nämnas Victorian People (1954), They Saw It Happen, 1897–1940 (1961, red.), History of Broadcasting I–III (1961–1970) och A Social History of England (1983).